# Grenze zwischen der Elfenbeinküste und Mali

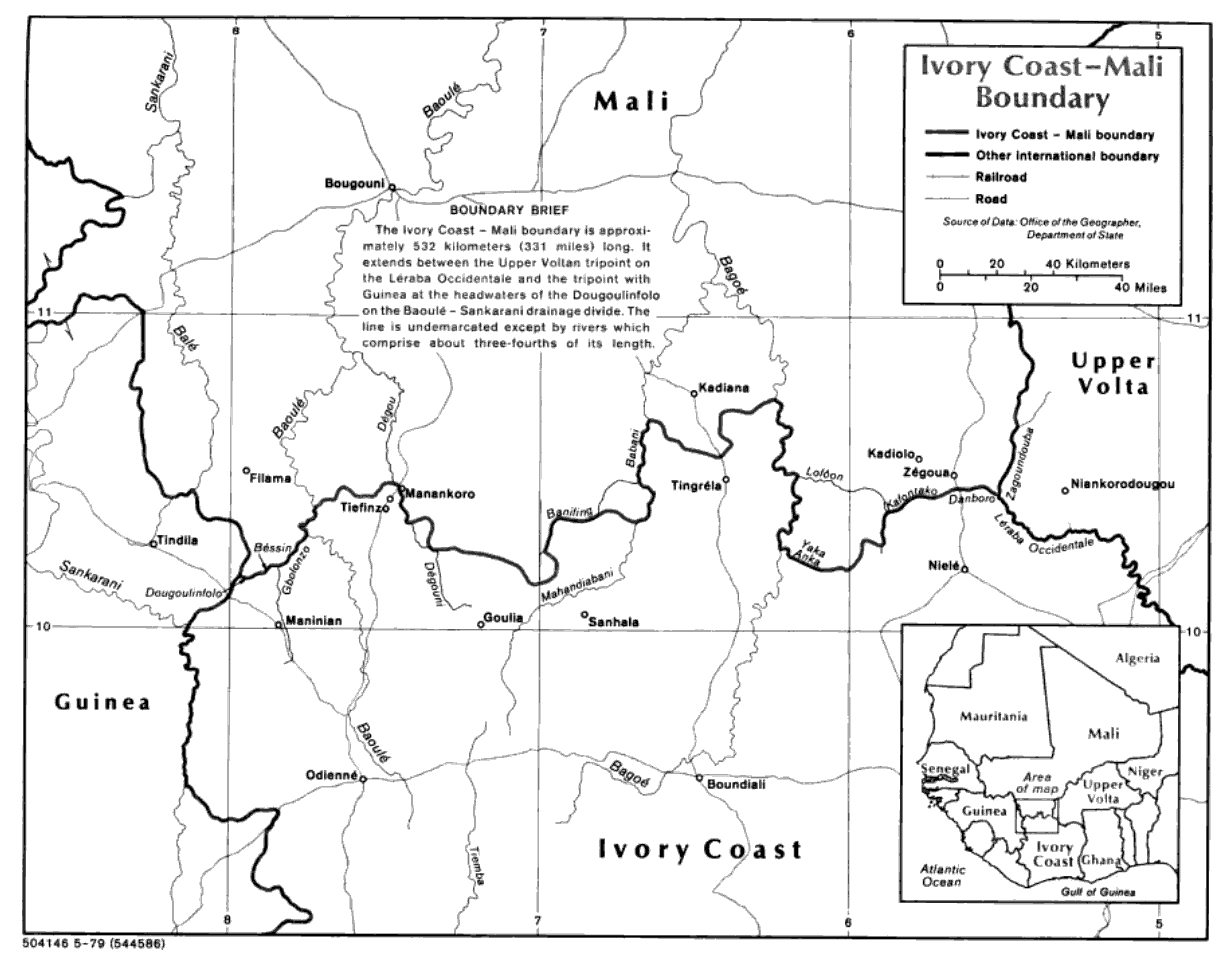
Karte des Grenzverlaufs

Die Grenze zwischen der Elfenbeinküste (amtlich: République de Côte d’Ivoire) und Mali trennt als internationale Landgrenze diese beiden Staaten. Sie ist 599 km lang (die Angaben differieren – nach der Karte des US-State Departement nur 532 km). Sie verläuft in der Sahelzone vom Dreiländereck Republik Côte d’Ivoire (Elfenbeinküste)-Guinea-Mali in generell östlicher Richtung bis zum Dreiländereck Burkina-Faso-Republik Côte d’Ivoire (Elfenbeinküste)-Mali.

## Geschichte
Frankreich, das in den Küstengebieten der Elfenbeinküste schon seit den 1840er Jahren Protektoratsverträge abgeschlossen hatte, errichtete die ivorische Kolonie im Jahr 1893. Als Ergebnis des Wettlaufs um Afrika hatte Frankreich ab den 1880er Jahren auch die Kontrolle über das Gebiet der heutigen Staaten Mali und Niger (damals Obersenegal und Niger) erlangt und diese im Jahr 1900 besetzt. Diese Gebiete gehörten in der Folge zu Französisch-Westafrika (Afrique occidentale française, AOF). Mit einem Dekret vom 17. Oktober 1899 wurden die Städte Odienné und Kong von Französisch-Sudan (dem heutigen Mali) an die Elfenbeinküste übertragen. Die Grenzfestlegung dürfte im Zusammenhang mit der Errichtung des Kolonie Französisch-Westafrika in den 1890er Jahren erfolgt sein. Französisch-Westafrika wurde in der Folgezeit unterschiedlich in Einzelkolonien aufgeteilt; jedoch ergab sich die Teilung in die 1960 unabhängig gewordenen heutigen Staaten im Grundsatz seit 1947, als Obervolta (das heutige Burkina Faso) wieder als eigenständige Kolonie eingerichtet wurde. Die Elfenbeinküste und der frühere Französisch-Sudan erlangten (mit dem kurzen Zwischenspiel der Mali-Föderation mit Senegal) als Mali die staatliche Selbstständigkeit und die Verwaltungsgrenzen wurden damit zu internationalen Grenzen.
Mit dem Ausbruch der Konflikte im nördlichen Mali hat die Elfenbeinküste die Sicherung der Grenze verstärkt, um ein Übergreifen zu verhindern.

## Grenzverlauf

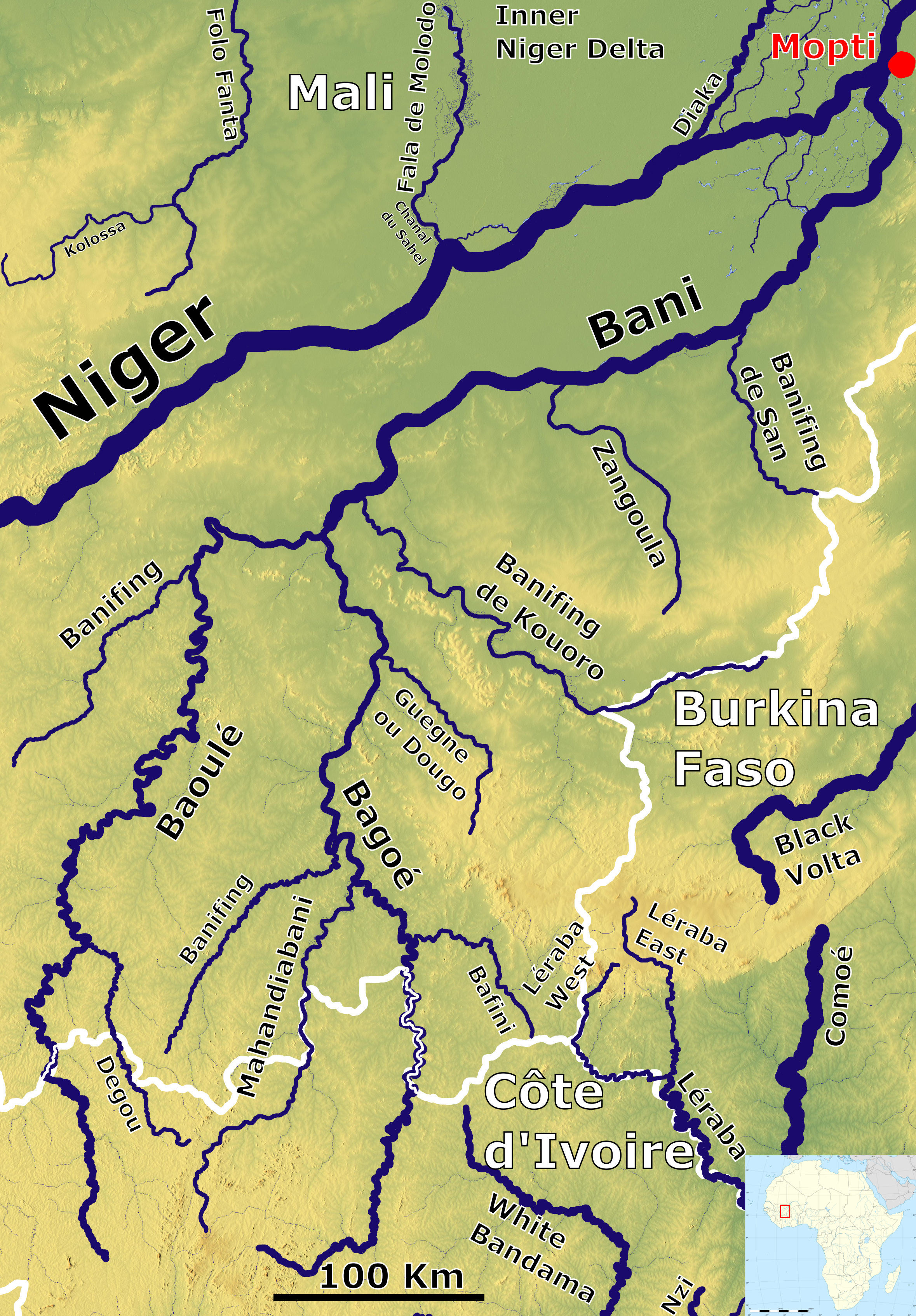
Flusssystem des Bani mit dem Banifing in der Mitte (die Grenzen weiß eingetragen)

Die Grenze nimmt am Dreiländereck mit Guinea (10°10'48"N, 7°58'48"W) ihren westlichen Ausgang. Sie setzt sich nach Osten mit einer Reihe von über Land (mit deutlichen Ausbuchtungen nach Norden bei Tengréla) und in Gewässern wie dem Baoule, Gbolonzon, Bessin, Dougoulinfolo, Degou, Banifing (einem rechten Nebenfluss des Bani), Boronikono, Babani, Bagoé, Kobani, Yaka Anka, Lofoon, Kafonrako und Danboro verlaufenden Abschnitten zum Dreiländereck mit Burkina Faso am Léraba-Fluss (10°25'48"N, 5°31'12"W) fort.

## Orte nahe der Grenze

### Elfenbeinküste
- Sokourabo
- Tengréla
- Kanakoro

### Mali
- Kadiana
- Tiongui
- Fourou
- Misséni
- Kadiolo